# Rosa Eberhard
Rosa Eberhard geborene Steiner (* 25. März 1910 in Kellerberg (Gemeinde Weißenstein); † 23. Dezember 1944 in Graz) war eine österreichische kommunistische Widerstandskämpferin und Opfer der NS-Justiz.

## Leben
Rosa Steiner wuchs in Kellerberg auf, war gelernte Schneiderin und zog nach der Geburt ihres Sohnes Walter 1931 nach Villach. 1939 heiratete sie den Luftwaffengefreiten Andreas Eberhard, der wegen seines Kriegseinsatzes nur wenige Zeit bei seiner Familie verbringen konnte. Zusammen mit ihren Freundinnen Margarete Jessernigg und Maria Peskoller war sie Mitglied einer Widerstandsgruppe, zu der auch Valentin Clementin und Milan Jelič gehörten. Im Spätsommer 1944 gelang es ihnen, eine in Waldbunkern in der Gegend von Villach lebende Partisanengruppe aufzubauen, zu der auch die Wehrmachtsdeserteure Erich Ranacher, Josef Ribitsch, Heinrich Brunner und die drei entflohenen russischen Zwangsarbeiter Wasil Gollobin, Juan Sirokin und Michael Kassulin gehörten. Die Gruppe wurde von den Nationalsozialisten als „Treffner Bande“ bezeichnet und operierte vor allem im Drautal und im Gegendtal in Oberkärnten. Ab Mitte November 1944 gelang es der Gestapo nach und nach, die gesamte Gruppe festzunehmen. Rosa Eberhard wurde am 19. November 1944 verhaftet, in Villach inhaftiert und verhört und anschließend in das Landesgerichtsgefängnis Klagenfurt überstellt. Der Prozess gegen sie und acht weitere Angeklagte fand am 17. und 18. November 1944 in Klagenfurt unter dem Vorsitz von Roland Freisler statt. Am 21. Dezember 1944 wurde das Urteil verkündet:
„Josef Ribitsch, Heinrich Brunner und Erich Ranacher haben als Bunkergemeinschaft kommunistischer Deserteurbanditen im 5. und 6. Kriegsjahr die ehrlich arbeitende Bevölkerung zusammen mit ausländischen Arbeitern raubend terrorisiert und auch das Leben eines anständigen Landwachtmannes auf dem Gewissen. Valentin Klementin und Milan Jelic haben ihnen Waffen und Munition geliefert.Frau Maria Peskoller, Frau Margarete Jesernigg und Frau Rosa Eberhard gaben ihnen die Basis in der Bevölkerung, ohne die sie ihre Verräterleben nicht hätten führen können. Frau Peskoller und Frau Jesernig liessen sie immer wieder bei sich schlafen, führten ihnen ausländische Arbeiter, darunter Russen, als Bandenmitglieder zu und halfen ihnen auch sonst. […] Sie alle haben sich dadurch volksverräterisch zu Handlangern unserer Kriegsfeinden gemacht. Für immer ehrlos werden sie mit dem Tode bestraft.“
Am Tag ihrer Hinrichtung schrieb Rosa Eberhard im Abschiedsbrief an ihren Ehemann:
„Liebstes,
ich muß Dir heute mein trauriges Los mitteilen, dass heute mein Todesurteil vollstreckt wird. Liebster, sei mir nicht böse, dass ich Dir so etwas antun mußte u. ich danke dir nochmals für die schönen Stunden. Ich weiß nicht, wie viel Stunden ich noch lebe. Liebstes, Du verteidigst das Vaterland fast seit Beginn des Krieges und Deine Frau wird zum Tode verurteilt, ich habe doch nur Gutes getan in meinem Leben, und das ist mein Verdienst. Liebstes, ich bitte dich mit aufgehobenen Händen, schau auf mein Kind, der wird so arm sein jetzt ohne Mutter, gib ihm gute Worte und Trost. Schau dass er brav wird u. dass er ein anständiger Mensch wird. Ich weiß Papa, sollst du gesund wiederkommen, dass du und er nicht kannst allein bleiben. Bitte nimm dir eine Frau wieder, die um Euch beide schaut und gut ist zu Euch. […] Liebster, ich danke dir nochmals für die schönen Stunden u. wünsche dir auch weiterhin recht viel Glück. Nur den einen Wunsch habe ich Liebstes, nach dem Kriege mich [in] meine Heimat zu überführen, dass ich mit dein[en] Eltern beisammen bin. […]. Nochmals Papa die letzten Grüße u. innige Küße in heißer Liebe deine Rosi
Bitte tue auch meine Leiche zu Hause aufbahren lassen.“
Rosa Eberhard wurde am 23. Dezember 1944 in der Justizanstalt Graz hingerichtet und entgegen ihrem Letzten Willen im Grazer Zentralfriedhof anonym beerdigt.

## Gedenken
1949 stellte die Villacher KPÖ einen Antrag für eine Gedenktafel für die hingerichteten Villacher Widerstandskämpfer und Kämpferinnen, der im Villacher Gemeinderat mehrheitlich abgelehnt wurde.
1999 wurde vom Verein „Erinnern Villach“ ein Denkmal für die NS-Opfer des Bezirks Villach enthüllt, darunter auch Rosa Eberhard. Die Glastafeln des Denkmals wurden bisher 14 Mal mutwillig zerstört (Stand Februar 2025) und mussten jedes Mal erneuert werden.
2013 wurde vor dem Landesgericht Kärnten in Klagenfurt ein Denkmal aus einem 2,30 Meter hohen Serpentinstein errichtet, der ein Fallbeil darstellen soll, darunter auch der Name von Rosa Eberhard.
Am 1. November 2014 wurde im ehemaligen Hinrichtungsraum der Justizanstalt Graz die ursprünglichen Tafel mit fehlerhaften Inschriften gegen eine neue, um zahlreiche Personen erweiterte Tafel ausgetauscht. Auf der neuen Tafel ist der Name von Rosa Eberhard eingraviert.